# USS Tuscaloosa (CA-37)
USS Tuscaloosa (CA-37) («Таскалуса») — американский тяжёлый крейсер типа «Нью-Орлеан», спущен на воду в 1934 году, служил в основном в Атлантике и Карибском бассейне, участвовал в ряде операций на европейском театре Второй мировой войны. В начале 1945 года переведён на Тихий океан, участвовал в битвах за Иводзиму и Окинаву. За всю войну не получил ни одного повреждения, в отличие от других кораблей этого типа, три из которых были потоплены. Отправлен в резерв флота в начале 1946 года, разобран на металл в 1959 году.

## История создания
Корабль был заложен 3 сентября 1931 года в городе Камден, штат Нью-Джерси, на верфи Нью-Йоркской судостроительной компании, спущен на воду 15 ноября 1933 года. В строю с 17 августа 1934 года, первый капитан Джон Н. Фергюсон.

## Период между двумя войнами
Осенью 1933 года Tuscaloosa ушёл в пробное плавание по маршруту Рио-де-Жанейро — Буэнос-Айресе — Монтевидео и незадолго до рождества вернулся домой на Нью-Йоркскую военно-морскую верфь. В походе был выявлен ряд конструктивных дефектов, которые потребовали устранения, и корабль простоял на ремонте до марта 1935 года.
Второе плавание крейсер начал весной 1935 года. После стоянки в Гуантанамо прошёл Панамский канал и, 7-8 апреля, взяв курс на Сан-Диего, присоединился к 6-му отряду крейсеров, чтобы участвовать в XVI морских учениях, проходивших в северной части Тихого океана у берегов Аляски и в водах, окружающих Гавайские острова. Эта операция была разделена на пять отдельных фаз, в которых моделировались возможные черты военно-морской кампании будущего. В период с 1935 по 1939 год участвовал в многочисленных тактических флотских учениях. 

## Начало войны
Начало Второй мировой войны 1 сентября 1939 года застало крейсер Tuscaloosa на военно-морской базе Норфолк, и всю осень он занимался патрулированием карибского бассейна. Самая известная операция в этот период — задержание немецкого круизного лайнера Columbus, пытавшегося после начала войны пройти незамеченным из Латинской Америки в Германию. После уничтожения судна, крейсер принял на свой борт пассажиров и экипаж корабля и 20 декабря доставил их в порт Нью-Йорк.
С января 1940 по апрель 1941 использовался как корабль президента Франклина Рузвельта, на котором тот совершал инспекционные поездки.
В сентябре — октябре крейсер входил в состав тактической группы ВМФ США, состоящей из линкоров Idaho, Mississippi и New Mexico, крейсера Wichita и двух дивизий миноносцев, патрулировавших Датский пролив между Исландией и США для охраны торговых путей от атаки немецкого линкора Tirpitz.
Нападение японцев на бухту, крейсер встретил далеко, в водах Атлантического океана, и вскоре получил приказ прибыть в Скапа-Флоу, для проведения транспортных конвоев Ленд-Лиза по Северному Морскому пути в Советский Союз.
С июня 1942 по октябрь 1942 года Tuscaloosa регулярно участвовал в вылазках, основной целью которых было поиск и уничтожение линкора Tirpitz, а летом 1942 года ему пришлось, взяв на борт груз боеприпасов и медикаментов, в составе конвоя идти в Кольский залив. Назад в Британию, на борту корабля прибыли моряки с погибшего конвоя PQ-17

## Ноябрь 1942 — июнь 1944
8 ноября 1942 года началась мароккано-алжирская операция. Крейсер Tuscaloosa был включён в состав военно-морских сил поддерживающих высадку десанта в бухте порта Касабланка. Самым грозным кораблей у обороняющихся был недостроенный французский линкор «Жан-Бар», 380-мм орудия которого в любом случае представляли собой серьёзную угрозу. Но силы американцев были настолько превосходящими, что они смогли подавить артиллерийский огонь линкора и береговых батарей довольно быстро. Сколько-нибудь заметных повреждений крейсер не получил, хотя в него попали несколько снарядов, а также была попытка торпедной атаки со стороны подводных лодок.
После окончания наступательной операции, крейсер вернулся к своей обычной работе — патрулированию атлантических вод и проводка транспортных конвоев из США в Северную Африку. А после окончательного разгрома в 1943 году союзниками стран оси в Африке, крейсер вернулся в США, а также сопровождал атлантический лайнер Queen Mary, на котором премьер-министр Черчилль прибыл в Нью-Йорк.
Осенью 1943 года совместно с авианосцем Ranger предпринял набег на норвежские порты, с целью нарушить снабжение Германии сырьём. Это была фактически первая операция американцев на европейским театре военных действий. Особенно сильным авиационным ударам подвергся порт города Буде. Люфтваффе пыталась совершать ответные авианалёты на тактическую группу ВМФ США, но все они закончились безуспешно. Большинство немецких самолётов было сбито, а корабли не получили никаких повреждений. Фактически всю осень крейсер действовал в холодных норвежских водах. В частности, 19 октября крейсер привёз на остров Шпицберген груз оборудования и специалистов, призванных восстановить разрушенную обстрелами линкора «Тирпиц» метеостанцию.
Зимой 1943 года крейсер участвовал в многочисленных попытках выманить немецкие корабли из норвежских фьордов, чтобы дать им бой. Но немцы не шли на открытое столкновение и предпочитали отсиживаться в портах, и в конце зимы 1944 Tuscaloosa ушёл обратно в США в Boston Navy Yard, чтобы пройти там модернизацию радиолокационного оборудования и получить современные средства радиоразведки. Позднее он вошёл в состав 125 тактической группировки, которая вскоре должна была выдвинуться к берегам Нормандии, чтобы обеспечить артиллерийское прикрытие высадке десанта на берег.

## Высадка в Нормандии
В 05.50 6 июня Tuscaloosa открыл огонь с 8-дюймовой батареи, а через три минуты её 5-дюймовые орудия занимается Форт Иль-де-Tatihou , Бэ де ла Сены. Так началась Операция Нептун. Вести огонь по плацдарму «Юта» американскому крейсеру пришлось без перерыва, поэтому 9 числа он вернулся в порт Плимут для пополнения боезапаса. Вернувшись обратно только вечером 11 числа крейсер остался на рейде и использовался как мобильная батарея, которую перебрасывали на сложный участок фронта. Особенно жарко пришлось в сражении за Шербур, где наступающих ждала глубоко эшелонированная оборона противника. 5 часов подряд стреляли орудия крейсера для уничтожения немецких опорных точек.

## Конец войны. Битва за Иводзиму и Окинаву
На рассвете 16 февраля 1945 года Tuscaloosa присоединился к тактической группировке флота и, спустя 3 дня, когда началась десантная операция, начал наносить удары по японцам. С 19 февраля по 14 марта участвовал во всех этапах операции. 25 марта подвергся нападению группы самолётов-камикадзе, два из которых смогли прорваться через заградительный огонь ПВО, но не смогли нанести какой-либо ущерб кораблю. После короткого ремонта летом 1945 года крейсер был включён в состав 7-го флота и обстреливал остров Окинава.

## Окончание службы
После войны корабль остался в водах Индокитая, постоянно пребывая то в китайских, то в корейских портах, а также занимаясь перевозкой демобилизованных американских военных из Юго-Восточной Азии домой в США. В феврале 1946 года выведен из состава флота и 1 марта 1959 года исключён из военно-морского регистра ВМФ. Корпус был продан 25 июня Бостонской металлургической компании в Балтиморе на слом.